# Топлес, Ян
Ян То́плес (настоящее имя — Ян Вале́рьевич Лапотко́в; род. 4 марта 1987, Саранск, Мордовская АССР, РСФСР, СССР) — российский видеоблогер и телеведущий. Создатель и владелец научно-развлекательного YouTube-канала «Топлес».

## Биография
Ян Лапотков родился 4 марта 1987 года в Саранске. В детстве занимался борьбой. Любимые предметы в школе: физика и физкультура. Окончил школу № 38 города Саранска, поступил в военное кадетское училище, учился на портного и рекламщика в МГУКИ.
Сразу после окончания школы в 15 лет уехал в Москву. В Москве Ян работал разносчиком листовок, продавцом нижнего белья, маркетологом, монтажёром видео. Пытался освоить профессии военного лётчика, портного и маркетолога, получил неоконченное высшее образование в МГУКИ на факультете рекламы.
В 2011 году устроился монтажёром на CarambaTV.ru, где монтировал выпуски Максима +100500, а также писал для него сценарии, режиссировал на площадке и выступал в качестве ведущего. Параллельно пробовал себя в блогинге, снимая короткие видео для платформы Vine.
В 2013 году стал автором научно-популярного YouTube-канала «Топлес».

### Личная жизнь
В 2022 году женился на Екатерине Адаричевой.

## Творчество
Свой первый развлекательный проект «Я не Каспар» Ян запустил в 2011 году и публиковал в нём исключительно развлекательный контент, снимая видео со своими друзьями, которые потом стали частью его команды.
Основной канал «Топлес» был создан в 2013 году. На нём Ян публикует научно-популярные видео на тему физики, астрономии, биологии и других наук, а также на тему искусства, культуры и на общественно значимые темы, затрагивающие вопросы гендера и теории поколений.
Свои видео Ян часто записывает в местах, связанных с их темой. Так, например, в июне 2018 года он провёл выпуск в «Эрмитаже».
В 2021 году Ян открыл свой TikTok-канал Топлес.

### Работа на телевидении
В феврале 2021 года стал одним из ведущих звёздного 10-го сезона шоу «Орёл и решка» и отправился вместе с Надей Сысоевой в Панаму.
В августе 2021 года был приглашён на телеканал 2x2, где стал автором и ведущим передачи «Топлес ТВ».

### Участие в других проектах
25 ноября 2016 года принял участие в дальневосточной конференции по развитию социальных сетей «Инстаюность 2016» в Комсомольском-на-Амуре государственном университете.
В 2017 и 2018 году принял участие в фестивале видеоблогеров «Видфест».
24 марта 2018 года принял участие в фестивале «Киберкон» в Краснодаре.
В 2017 и 2018 годах принимал участие в фестивале «Видеожара» в Киеве.
8 июля 2018 года провёл финал первого всероссийского соревнования Science Slam School, организатором которого выступили Ассоциация Science Slam Россия и Фонд инфраструктурных и образовательных программ.
15 сентября 2018 года принял участие в международном фестивале видеоблогеров Vidak.
15 марта 2019 года стал первым, за 4 сезона, победителем YouTube-шоу издательства «Афиша» «Узнать за 10 секунд», обойдя при этом музыкальных звёзд: Майка Шиноду из Linkin Park, группу Papa Roach, Диму Билана и Ивана Дорна.

## Рейтинги и награды
8 сентября 2017 года получил премию «Лайк за знания» на фестивале «Видфест».
30 января 2019 года занял первое место в рейтинге 5 образовательных каналов в жанре научпоп, который составляла команда YouTube.
21 июня 2019 года занял второе место в списке «Пять каналов Трубы, ведущих молодёжь к науке».
В 2020 году был номинирован в «Третьей церемонии вручения наград в области веб-индустрии» в категории «Познавательный онлайн-проект года».
17 сентября 2020 года получил премию «Просветитель. Digital» за масштаб развлекающего просвещения.

## В интернет-культуре
В июне 2025 года Ян Топлес стал персонажем вирусного интернет-мема, распространившегося под фразой «умный человек в очках скачать обои». Основой мема послужила его фотография, к которой добавлялась нарочито абсурдная подпись, стилизованная под шаблонный поисковый запрос. Формат стремительно набрал популярность в TikTok и других социальных сетях: пользователи публиковали короткие видеоролики, в которых изображение внезапно сменялось на фотографию Топлеса, а звук полностью исчезал, что подчёркивало абсурдность происходящего. Комментарии к таким видео, как правило, повторяли ту же фразу, ставшую отличительным элементом мема.
Мем приобрёл популярность как пример постироничного и абстрактного юмора: сочетание фотографии с намеренно бессмысленной подписью воспринималось как отсылка к шаблонному цифровому контенту, не несущему смысловой нагрузки. Пользователи осознанно эксплуатировали визуальное сходство изображения с типовыми иллюстрациями из поисковых систем и фотостоков. По мнению ряда медиаресурсов, феномен стал отражением современной мемной культуры, в которой абсурд, отстранённость и эстетика информационного шума используются как формы художественного выражения и ироничного дистанцирования от традиционных форм коммуникации.